# Schachtelbeteiligung
Eine Schachtelbeteiligung (kurz auch Schachtel) nennt man die Beteiligung in Höhe von mindestens 15 % durch eine unbeschränkt steuerpflichtige natürliche Person oder juristische Person am Grund- oder Stammkapital
- einer anderen unbeschränkt steuerpflichtigen Kapitalgesellschaft,
- einer Kredit- oder Versicherungsanstalt des öffentlichen Rechts,
- einer Erwerbs- und Wirtschaftsgenossenschaft oder
- einer Unternehmensbeteiligungsgesellschaft im Sinne des § 3 Nr. 23 (§ 9 Nr. 2a GewStG).

Die Beteiligung muss zu Beginn des Erhebungszeitraumes (i. d. R. des Kalenderjahres) bestehen. Eine Schachtelbeteiligung hat durch das Schachtelprivileg in der Gewerbesteuer eine besondere Bedeutung.